# Teodor Kremski
Teodor Kremski (ur. 14 marca 1829 w Tarnowskich Górach, zm. 22 grudnia 1906 w Rybniku) – prawnik, duchowny rzymskokatolicki, budowniczy kościoła Mariackiego w Katowicach, kapelan szpitala Juliusza w Rybniku.

## Życiorys
Urodził się 14 marca 1829 roku w Tarnowskich Górach. Ukończył Carolinum w Nysie, po czym rozpoczął studia prawnicze na Uniwersytecie Wrocławskim. Kontynuował je na Uniwersytecie Fryderyka Wilhelma w Bonn, a ukończył na Uniwersytecie Humboldtów w Berlinie. Jako specjalista z zakresu prawa świeckiego i prawa kościelnego objął stanowisko referendarza w Sądzie Powiatowym w Tarnowskich Górach. 
W 1853 roku przerwał swoją karierę prawniczą, by podjąć studia teologii katolickiej we Wrocławiu. Studia ukończył uzyskaniem tytułu doktora obojga praw, a 30 czerwca 1857 roku przyjął święcenia kapłańskie z rąk biskupa wrocławskiego Heinricha Förstera w katedrze pw. św. Jana Chrzciciela. Został kapłanem diecezji wrocławskiej, a posługę duszpasterską zaczął w parafii św. Mikołaja w Bujakowie, gdzie w pracy zastępował chorego proboszcza, ks. Konstantego Slottę. W 1858 roku został współpracownikiem ks. Hermanna Gleicha w parafii podwyższenia Krzyża Świętego w Opolu.
8 listopada 1860 roku objął w zarząd wzniesioną w rejonie późniejszego placu Wolności w Katowicach tymczasową świątynię pw. Niepokalanego Poczęcia Najświętszej Maryi Panny. Wiosną 1861 roku był członkiem spotkania w mieszkaniu ks. Franza Heidego w Raciborzu, w którym brał udział także bp Heinrich Förster i główny księgowy dóbr Tiele-Wincklerów Heinrich Knapp, by omówić projekt powstania nowej świątyni w Katowicach. Budowa kościoła pw. Niepokalanego Poczęcia Najświętszej Maryi Panny rozpoczęła się 31 sierpnia 1862 roku, a ks. Teodor Kremski będąc osobą zamożną przeznaczał znaczne sumy pieniężne na jego budowę.
8 stycznia 1862 roku powołano kurację w Katowicach – ks. Teodor Kremski otrzymał dokument, w którym biskup wrocławski wyposażył go w parafialne uprawnienia duszpasterskie w randze kurata. Jednocześnie poinformował go, że istniejące wówczas przeszkody nie pozwalały mu na podniesienie nowo utworzonego w Katowicach duszpasterstwa do rangi parafii. W Katowicach prowadził także działalność edukacyjną w szkole, gdzie godził interesy w zakresie kształcenia i wychowania dzieci różnych wyznań i narodowości. Był inicjatorem powstałej w Katowicach w 1864 roku prywatnej szkoły dla dziewcząt z siedzibą przy późniejszej ulicy Młyńskiej. 
2 kwietnia 1866 roku w czasie wygłaszania kazania w drugi dzień świąt wielkanocnych w wyniku wcześniejszego przeziębienia stracił głos, co przerwało jego aktywność duszpasterską i społeczną. Mógł mówić tylko szeptem, a jego stanu zdrowia nie poprawiały lata intensywnej terapii. W tym czasie wyjeżdżał do Wiednia, Włoch, Hiszpanii, a także do krajów Orientu.
Po powrocie na Górny Śląsk był zmuszony zrezygnować ze stanowiska kurata w Katowicach. W 1868 roku nowym kuratem został dotychczasowy wikary – ks. Wiktor Schmidt, który ukończył budowę kościoła Mariackiego, poświęconego 20 listopada 1870 roku. Od 30 czerwca 1867 roku przebywał jako komorant na probostwie parafii Trójcy Świętej w Leśnicy. 16 sierpnia 1868 roku został ojcem duchownym oraz kapelanem w klasztorze służebniczek w Porębie. Tam też spotkał się we wrześniu oraz październiku tego samego roku z bł. Edmundem Bojanowskim, który wywarł wpływ na jego dalszą formację duchową, ukierunkowaną na pomoc chorym i ubogim, a 27 sierpnia 1869 roku gościł angielską konwertytkę Francis Margaret Taylor. 
23 kwietnia 1872 roku wyjechał z Poręby na uroczystość rodzinną do Tarnowskich Gór, a dzień później w czasie wygłaszania toastu nagle odzyskał głos. Powrócił do Poręby, aby 25 listopada 1872 roku przenieść się do Rybnika i objąć stanowisko kapelana szpitala Juliusza, gdzie przyczynił się do powstania kaplicy szpitalnej poświęconej w 1894 roku. W 1895 roku kuria wrocławska mianowała go radcą duchownym z uwagi na jego zasługi na polu charytatywnym i kaznodziejskim. W Rybniku posługiwał 34 lata, służąc chorym i ubogim. Rozdał także im cały swój majątek.
Zmarł w Rybniku na zawał serca 22 grudnia 1906 roku, niosąc pociechę umierającemu człowiekowi. Został pochowany na tamtejszym starym cmentarzu przy ulicy Cegielnianej, lecz jego grób nie przetrwał.

## Życie prywatne
Wychował się w bogatej i wpływowej rodzinie właściciela składu z płótnem Jana Kremskiego i jego żony Marii. Jan był w 1812 roku królem miejscowego Bractwa Strzeleckiego, a Maria zajmowała się domem. 
Charakteryzowano go jako osobę z charakteru otwartą, żwawą i usłużną. Głosił kazania zarówno w języku niemieckim, jak i po polsku. Charakterystyczną cechą jego aparycji była broda zapuszczana ze względu na swój zły stan zdrowia (dla ochrony jego chorej krtani), a także noszone przez niego druciane okulary.